# Knivmordet i Klippan 1995
Knivmordet i Klippan 1995 (även känt som bara Klippanmordet) avser det omtalade mordet på den asylsökande 18-årigen Gerard Gbeyo från Elfenbenskusten när han vistades i Klippan den 9 september 1995. Mordet begicks av den då 16-årige nynazisten Pierre Ljunggren i sällskap med en 18-årig kamrat, Christian Arvidsson, även han nynazist. Mordet uppmärksammades mycket av svenska medier och satte en långvarig "rasiststämpel" på orten Klippan. Händelsen berörde också många afrikanska flyktingar runtom i Skåne, och har tillsammans med fall som "Lasermannen" och mordet på John Hron blivit ihågkommet som exempel på de grova brott utförda av rasister och nazister i Sverige under 1990-talet.

## Bakgrund
Gerard Gbeyo hade sökt asyl i Sverige 1994 under namnet Patric Nadji och kom som krigsflykting från Tchad. Gbeyo placerades på asylboende i Alvesta och fördrev sin tid i väntan på besked med att resa runt och se sig om i södra Sverige.
Pierre Ljunggren började i slutet av sin högstadietid attraheras av det nynazistiska gäng som fanns på hans skola.

## Mordnatten
På fredagskvällen den 8 september 1995 befann sig Ljunggren tillsammans med några andra nynazister på fest hos en kamrat och drack hembränd sprit. Kring midnatt gick de ut för att fortsätta festa på en krog där Ljunggren, beväpnad med en balisongkniv, pratade om att han skulle "döda alla negrer". Gerard Gbeyo huserade vid tiden för mordet hos en vän som bodde i Klippan. Natten till lördagen den 9 september 1995 skulle Gbeyo åka med buss till sin flickvän i Bjuv och övernatta hos henne, men ångrade sig och åkte av okända skäl tillbaka till Klippan. Runt 02.15 steg Gbeyo av bussen i Klippan vid Åbyplan. Vid det laget hade krogen stängt för natten, och nazistgänget som samlats utanför såg Gbeyo gå förbi. Ljunggren skall då ha frågat kamraterna om de skulle hänga med och "bunka en neger", vilket hans 18-årige kamrat ställde upp på. De började följa efter Gbeyo och hann upp honom vid korsningen Holmgårdsvägen-Norra Skolgatan. Gbeyo tycks inte ha upptäckt sina förföljare förrän de var precis inpå honom, och frågade artigt hur det stod till. Ljunggren stötte sin kniv i bröstet på Gbeyo, som började fly från platsen. Ljunggrens kamrat gjorde en ansats att följa efter och även han sticka Gbeyo, men vände och flydde tillsammans med Ljunggren.
Gbeyo hann springa ett par hundra meter innan han föll ihop i ett buskage med cypresser utanför Försäkringskassans lokal på Östra Nygatan, där han också dog efter en stund. Han blev liggande tills långt in på eftermiddagen följande dag, eftersom de som observerade hans lik trodde att det bara rörde sig om en berusad.

## Dom
Målet gick ända upp i Högsta domstolen, som dömde Pierre Ljunggren till fyra års fängelse för mord. Ljunggren begick den 1 maj 2001 självmord genom att skjuta sig i huvudet.